# Академия Амбрелла
Академия Амбрелла  (англ. The Umbrella Academy) — комикс-серия, созданная сценаристом Джерардом Уэем и художником Габриэлем Ба, с обложками от Джеймса Джина. Первая ограниченная серия на шесть выпусков The Umbrella Academy: Apocalypse Suite, была издана Dark Horse Comics и начала публиковаться 19 сентября 2007. В 2008 году комикс получил премию Айснера «За лучшую оконченную/ограниченную серию». Вторая серия, The Umbrella Academy: Dallas, вышла в 2008 году. В 2019 году по серии был снят одноименный телесериал.

## Основной сюжет
Члены Академии Амбрелла, расформированной команды супергероев, вновь встречаются после смерти их приёмного отца, сэра Реджинальда Харгривза. Харгривз, инопланетянин, живший под видом известного предпринимателя, собирал членов Академии сразу после их рождения и готовил их к спасению мира от неизвестной угрозы. После его смерти ученики должны вновь воссоединиться и продолжить дело по спасению мира.

## Влияние
Уэй утверждал, что наибольшее влияние на работу оказал его любимый автор, Грант Моррисон и его Doom Patrol. Также он заявил, что Пэт МакИон из ZombieWorld: Champion of the Worm послужил одним из прообразов его произведения. Уэй говорил, что Эдвин Бьюкович был его любимым художником, а его Grendel Tales он считал своей «Библией для рисования».

## Персонажи

### Академия Амбрелла

#### Монокль (сэр Реджинальд Харгривз)
Инопланетянин, замаскированный под богатого предпринимателя и всемирно известного учёного. Усыновил всех членов академии Амбрелла. Выдающийся изобретатель (на его счету телепортатор, левитатор, мобильный коммуникатор Амбрелла и др.), олимпийский золотой медалист, лауреат Нобелевской премии. Был для усыновлённых детей довольно жёстким родителем, запрещал называть себя папой, предпочитая вместо этого имя Монокль. Также пронумеровал детей по уровню «полезности» и обращался к ним не по имени, а по соответствующему номеру.

#### #00.01 Космобой (Лютер Харгривз)
Лидер команды. В детстве он обладал суперсилой, после провальной экспедиции на Марс Моноклю пришлось пересадить его голову на тело марсианской гориллы. Его способности — физическая сила и выносливость. Пока на нём надет шлем, его тело может выдерживать вакуум и холод космоса. В качестве экипировки — реактивный ранец (джетпак) и бластер. После окончания Академии Реждинальд Харгривз отправил его на Луну, как выяснилось потом — вследствие ненужности. Брат-близнец #00.05.

#### #00.02 Кракен (Диего Харгривз)
Самый непокорный член команды. Монокль описывал его как «наглого сопляка». Обладает способностью задерживать дыхание на неопределённое время и изменять траекторию полёта любого предмета, что бросит (обычно ножи). Между ним и Лютером очевидное соперничество, и Диего отказывается воспринимать приказы лидера. Охотится на преступников, регулярно выходит на ночной патруль. Был в отношениях с Ваней Харгривз и играл с ней в группе.

#### #00.03 Слух (Эллисон Харгривз)
Нарциссическая натура. Обладает способностью мгновенно изменять реальность с помощью лжи. Стоит ей сказать «до меня дошёл слух, что…», как всё сказанное сбывается. После Академии вышла замуж за своего бойфренда Патрика, у них родилась дочь Клэр. После развода Патрик получает полную опеку над дочерью. Оказалась уязвима при потере голоса — без этого она не могла использовать свою способность, но позже пришла в норму.

#### #00.04 Сеанс (Клаус Харгривз)
У Клауса показной, капризный, весёлый темперамент. Его способность — общение с мёртвыми, но суперсила перестаёт работать, если Клаус находится в нетрезвом состоянии. У него есть татуировки на ладонях: слова «Hello» и «Goodbye». Страдает наркотической зависимостью. Зрители любят его за детские глаза, полные доверчивости и преданности.

#### #00.05 Номер Пять
В возрасте 13 лет переместился в будущее, несмотря на слова Монокля о том, что у него не выйдет вернуться назад. У него ушло 45 лет на то, чтобы найти способ вернуться в своё время. За этот период он состарился, но в процессе обратного путешествия во времени к нему вернулась его молодость. Фактически его тело застряло в 13-летнем возрасте, когда его братьям и сёстрам было уже по 31. Медицинские исследования показали, что у него не наблюдалась ни смерть клеток, ни их рост. В попытках вернуться назад во времени, он столкнулся с Комиссией во главе с Куратором, с которой начал работать. Там его обучили выполнять «микро-прыжки» во времени, позволяя ему двигаться быстрее, чем способен видеть человеческий глаз. Вернувшись, он предупредил братьев и сестёр о том, что есть прямая связь между Академией и апокалипсисом в будущем. Номер Пять считается «идеальным киллером». Когда он очутился в настоящем времени, он узнал, что Хэйзел и Ча-ча хотят его убить, потому что он отказался сотрудничать с Комиссией. Также у Пятого есть возлюбленная — манекен из магазина одежды по имени Долорес.

#### #00.06 Ужас (Бен Харгривз)
Обладает связью с монстрами из других измерений (чаще всего они появляются в виде щупалец, выходящих из его туловища). Умер, но нет информации о его смерти. Ему установлен памятник перед зданием Академии. Хотя он был мёртв ещё до начала серии, он изображается в качестве члена команды. Его статую разрушает Ваня (в сериале это сделали Лютер и Диего во время драки). Позже мемориал восстановлен вместе со статуей Пого, погибшего от сил Вани.

#### #00.07 Белая Скрипка (Ваня Харгривз)
Наиболее отчуждённый член группы. Ваня изначально не проявляет никаких способностей, кроме своего увлечения скрипкой. Позже она пишет книгу о своей тяжёлой жизни в составе Академии и решении уйти. Она — самая сильная представительница Академии, способная высвобождать разрушительные звуковые волны, используя скрипку. В детстве её способности сдерживались Моноклем, но впоследствии они были освобождены прекращением употребления таблеток от нервов — это приводит к тому, что Ваня устраивает апокалипсис.

### Другие
- Пого — говорящий шимпанзе. Когда Лютер жил в Академии, Пого был его лучшим другом. Пого был убит Белой Скрипкой (Ваней)
- Миссис Харгривз (Грейс Харгривз) — члены Академии зовут её мамой. В первом выпуске на портрете Монокль изображён рядом с женщиной, во втором выпуске Миссис Харгривз — манекен. О её происхождении мало известно.
- Хэйзел и Ча-Ча — пара маниакальных и крайне жестоких убийц, работающих на Комиссию. Они оба носят яркие маски мульт-персонажей, Хэйзел очень любит сладости, особенно пончики.

## Экранизации
«Академия Амбрелла» — американский телевизионный сериал 2019 года, разработанный Стивом Блэкманом для Netflix.
22 июня 2022 состоялась премьера 3 сезона.
8 августа 2024 состоялась премьера 4 сезона

### Интервью
- Gerard Way: Flexing His Writing Muscles with Umbrella Academy, Comics Bulletin, 27 августа 2007
- Gabriel Bá: Shaping Umbrella Academy’s Landscape, Comics Bulletin — Gemma Milroy, 11 сентября 2007
- Gerard Way: Broadening Comics' Audience with Umbrella Academy, Comics Bulletin — Gemma Milroy, 26 ноября 2007
- The Umbrella Academy: Superhero kids in a class of their own, Sequential Tart, 1 октября 2007
- UMBRELLA ACADEMICS: Way & Allie Talk Umbrella Academy #3, Comic Book Resources, 19 ноября 2007
- Comic Geek Speak: Episode 327 — Gerard Way Interview, Comic Geek Speak, 16 ноября 2007
- APOCALYPSE SUITE: Way talks Umbrella Academy, Comic Book Resources, 22 апреля 2008
- An interview about The Umbrella Academy: Dallas, Newarama, 22 сентября 2008

### Рецензии
- Sunday Slugfest — The Umbrella Academy: Apocalypse Suite #1 (of 6) Review и #3, Comics Bulletin
- The Umbrella Academy Dallas Spanish Review @ kopodo

### Короткие истории
- «Mon Dieu!» (Интернет-превью)